# Boj o první místo
Boj o první místo je debutový román pro mládež českého spisovatele Jaroslava Foglara. Původně vycházel v letech 1933–1934 na pokračování v časopisu Skaut-Junák, knižně byl poprvé vydán v roce 1936. Děj se odehrává dílem ve školní třídě a dílem ve skautském oddíle. Tato dvojkolejnost je u Foglara neobvyklá, jeho romány jsou zpravidla zasazeny do jediného prostředí. Jedná se o první foglarovku napsanou pro skauty a po Hoších od Bobří řeky druhý román, který Foglar napsal. Později Foglar napsal ještě další tři výhradně skautské knihy (Tábor smůly, Pod junáckou vlajkou a Devadesátka pokračuje), zatímco na školní třídu se zaměřil už jen jednou (Když Duben přichází).

## Příběh
Hrdinou knihy je Petr Solnar, kterému začíná nový školní rok. Vztahy v Petrově chlapecké třídě nejsou bezproblémové, jsou zde různé skupinky a nepsaným „kápem“ je pohledný a talentovaný Ruda Lorenc, který je ale také namyšlený, sobecký a zákeřný. Petr se potýká s určitou osobní krizí, má pocit méněcennosti, nedokáže se na nic soustředit a postrádá blízkého kamaráda a nějaké životní naplnění. Zároveň jeho čestné povaze vadí pokřivené poměry ve třídě. Postupně se stane nejvýraznějším odpůrcem Rudových (ne)pořádků a začne na svou stranu získávat další spolužáky. Nakonec se jejich třídní učitel rozhodne rozkol vyřešit volbou předsedy třídy. Ruda ve strachu z neúspěchu zfalšuje výsledky, ale podvod je odhalen a ukáže se, že ve volbě přesvědčivě zvítězil Petr. Ten si po důkladné úvaze vybere dva zástupce a začne svou nabytou autoritu využívat ku prospěchu celé třídy.
Zvýšené Petrovo sebevědomí a jeho úspěch ve třídě souvisí s tím, že se mu podařilo nalézt hledané zakotvení, když náhodně zareagoval na plakát zvoucí ke vstupu do skautského oddílu. V něm nalezl naplnění všech svých tužeb, včetně skutečného přátelství.

## Vznik a vydávání
Jaroslav Foglar začal román Boj o první místo psát na jaře 1933.
Boj o první místo poprvé vycházel na pokračování ve 20. ročníku měsíčníku Skaut-Junák (č. 1–9, tedy asi od září 1933 do května 1934). Foglar následně nabízel svůj román pražským nakladatelům A. Synkovi a O. Šebovi, ovšem u prvního z nich neuspěl a s druhým se nedohodl na výši honoráře. V knižní podobě tak Boj o první místo poprvé vyšel v roce 1936 u pražského nakladatele Jana Kobese, jemuž román doporučili jeho synové, kteří byli vodními skauty.

### Knižní česká vydání
Přehled knižních vydání v češtině:
- 1936 – 1. vydání, nakladatelství Jan Kobes, ilustrace Alois Ludvík Salač
- 1939 – dotisk 1. vydání, nakladatelství Jan Kobes, ilustrace Alois Ludvík Salač, obálka Zdeněk Burian
- 1940 – 2. vydání, nakladatelství Jan Kobes, ilustrace Alois Ludvík Salač a Bohumil Konečný, obálka Zdeněk Burian
- 1941 – dotisk 2. vydání, nakladatelství Jan Kobes, ilustrace Alois Ludvík Salač a Bohumil Konečný, obálka Zdeněk Burian
- 1945 – 3. vydání, nakladatelství Jan Kobes, ilustrace Alois Ludvík Salač, obálka Zdeněk Burian
- 1947 – 4. vydání, nakladatelství Blahoslav, ilustrace Bohumír Čermák
- 1948 – 5. vydání, nakladatelství Blahoslav, ilustrace Bohumír Čermák (v tiráži uveden rok 1947)
- 1969 – 6. vydání, nakladatelství Blok, obálka Milan Zezula a Viktor Šafář, příloha: hra Cestování po tábořištích
- 1970 – 7. vydání, nakladatelství Blok, obálka Milan Zezula a Viktor Šafář, příloha: hra Cestování po tábořištích (v tiráži uveden rok 1969)
- 1990 – 8. vydání, nakladatelství Atos, ilustrace Břetislav Charwot, obálka Karel Kárász, ISBN 80-900085-0-X
- 1995 – 9. vydání, nakladatelství Olympia, ilustrace Gustav Krum, obálka Marko Čermák, ISBN 80-7033-348-0 (edice Sebrané spisy, sv. 13)
- 2004 – 10. vydání, nakladatelství Olympia, ilustrace Gustav Krum, obálka Marko Čermák, ISBN 80-7033-827-X (edice Sebrané spisy, sv. 13)
- 2020 – 11. vydání, nakladatelství Albatros, ilustrace Jaromír 99, příloha: Bojuj o první místo, ISBN 978-80-00-05818-4 (řada Foglarovky)

Vydání z let 1969–2004 jsou v tiráži knih číslována chybně, místo 6.–10. vydání jsou označena jako 5.–9. vydání.

### Další vydání
Další česká vydání:
- 1933–1934 – na pokračování v časopisu Skaut-Junák (20. ročník, č. 1–9)
- 1968–1969 – na pokračování v časopisu Skaut-Junák (31.–32. ročník, č. 1–2/31 – 13–14/31, č. 1/32–5/32), ilustrace Gustav Krum
- 1997 – vydání v Braillově písmu, Slepecké muzeum v Brně ve spolupráci se Sdružením přátel Jaroslava Foglara

## Adaptace
V únoru 1938 byla část románu Boj o první místo vysílána Radiojournalem. Celý román adaptoval do četby na pokračování v 90. letech 20. století Český rozhlas, který jej vysílal v pořadech Rádio na polštář a Domino.
Roku 2020 vyšla v nakladatelství Albatros audiokniha, román čte Vojtěch Kotek.